# Patty McCormack
Patty McCormack, właściwie Patricia Ellen Russo (ur. 21 sierpnia 1945 w Nowym Jorku) — amerykańska aktorka filmowa i telewizyjna. Za rolę Rhody Penmark w filmie The Bad Seed została nominowana do Oscara i Złotego Globu.

## Życiorys
Urodziła się w Nowym Jorku jako córka Elizabeth (z domu McCormack), profesjonalnej wrotkarki, i Franka Russo, strażaka. Uczęszczała do New Utrecht High School w Brooklynie. W wieku czterech lat występowała jako modelka dziecięca. Mając 7 lat zadebiutowała na ekranie jako Fay Oliver w komedii Alfreda E. Greena Two Gals and a Guy (1951) u boku Lionela Standera, Janis Paige i Roberta Aldy. W latach 1953–56 występowała jako Ingeborg w serialu CBS Mama z Peggy Wood. Debiutowała na Broadwayu w przedstawieniu Touchstone (1953), a w następnym roku 8 grudnia zapoczątkowała rolę Rhody Penmark, ośmioletniej psychopatki i seryjnej zabójczyni, w oryginalnej wersji scenicznej The Bad Seed (1954) Maxwella Andersona z Nancy Kelly. Była nominowana do Oscara dla najlepszej aktorki drugoplanowej za rolę w wersji filmowej (1956) w reżyserii Mervyna LeRoya. Wystąpiła jako Helen Keller w oryginalnej produkcji Playhouse 90 (1957) Williama Gibsona The Miracle Worker u boku Teresy Wright. 

## Filmografia

### filmy
- 1957: Królowa Śniegu jako Anioł / zbójniczka (głos; angielska wersja z 1959)
- 1956: The Bad Seed jako Rhoda Penmark
- 2008: Frost/Nixon jako Pat Nixon
- 2003: Nie zapomnisz mnie jako Andrea Hammerhill
- 2004: Wojna snajperów jako Maysie
- 2012: Mistrz jako Mildred Drummond
- 2018: Diabelskie nasienie jako psychiatria dziecięcy Dr. March.

### seriale TV
- 1959: One Step Beyond jako Emmy Horvath
- 1972: Ulice San Francisco jako Pani Jill Cameron Lawrence
- 1974: Barnaby Jones jako Angie McClaine
- 1979: Statek miłości jako Beth Donaldson
- 1981-1982: Dallas jako Evelyn Michaelson
- 1982: Magnum jako Carol Baldwin, asystentka prokuratora okręgowego
- 1984: Detektyw Remington Steele jako Vera Woodman
- 1987: Napisała: Morderstwo jako Lana Whitman
- 1988: Napisała: Morderstwo jako detektyw Kathleen Chadwick
- 1997: Słoneczny patrol jako Rose O'Hara
- 2000: Ostry dyżur jako Pani Dwyer
- 2000-2006: Rodzina Soprano jako Liz La Cerva
- 2001: Sprawy rodzinne jako Monica Whitman
- 2004: Dowody zbrodni jako Mavis Breen
- 2005: Ekipa jako pośrednik w obrocie nieruchomościami
- 2005: Chirurdzy jako Rebecca Franklin
- 2005: Zabójcze umysły jako Marcia Gordon
- 2005: Nowojorscy gliniarze jako Jeannie Wyatt
- 2006: Czas na Briana jako Lillian
- 2009: Prywatna praktyka jako Cynthia
- 2010: Gotowe na wszystko jako Teresa Pruitt[8]
- 2012: Świętoszki z Dallas jako Chessy
- 2012: Nie z tego świata jako Eleanor Holmes / Betsy
- 2012: Skandal jako Anne Pierce
- 2013: Doktor Hart jako Sylvie Stephens-Wilkes
- 2018: Szpital miejski jako dr Monica Quartermaine